# ثانوية دار الحكمة
ثانوية دار الحكمة أو مدرسة دار الحكمة الثانوية؛ هي مدرسة حكوميَّة ثانوية سعودية، تقع في حيّ الناصرة، شمال مركز مدينة القطيف، بمحافظة القطيف شرق المملكة العربية السعودية. كانت المدرسة تتبع النّظام الفصلي إلى صدور قرار إداريٌ يوم الاثنين 26 شعبان، 1438هـ بتحويل مدرسة دار الحكمة الثانوية من التدريس بالنظام الفصلي إلى نظام المقررات،بشكل تدريجي مع بداية العام الدراسي 1438/1439هـ. ، والان هي بنظام المسارات تصدّرت المدرسة المراكز الأولى في اختبارات المملكة للتحصيلي والقدرات في أكثر من سنة دراسيَّة.

## المبنى
تأسست المدرسة عام 1416هـ في إحدى المنازل السّكنية المُستأجرة، ومن ثُمّ ضُمَّت عام 1437م مع مدرسة الأصرة الثانوية إلى المبنى الجديد لمدرسة دار الحكمة الثانوية تنفيذاً لقرار إدارة التعليم بالمنطقة الشرقية بالاستغناء عن المباني المستأجرة وإحالتها إلى مبانٍ حكومية.
يتضمن مبنى المدرسة الجديد:

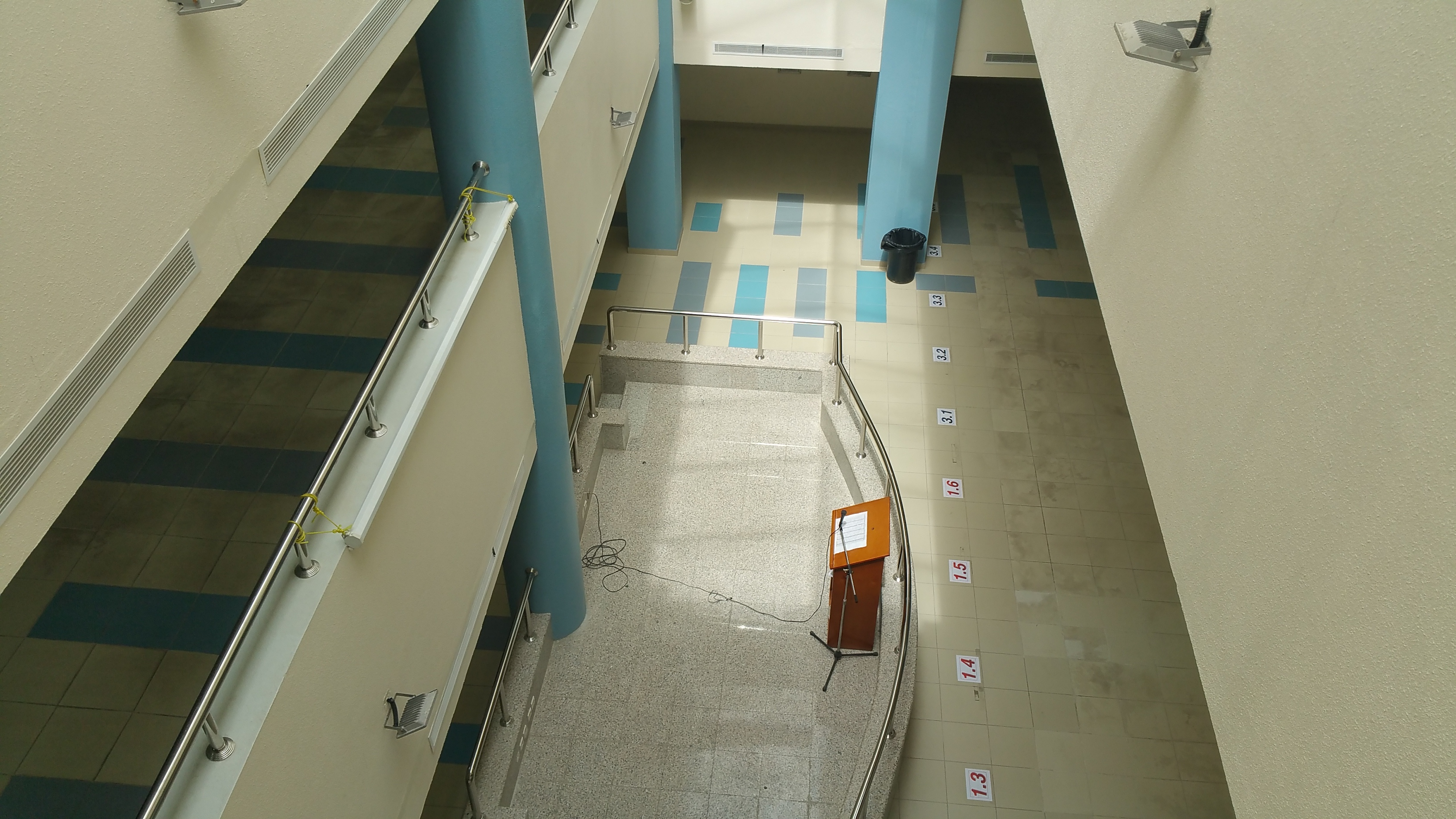
منصة إذاعة المدرسة كما تظهر من الطابق العلوي.

- فصل موهوبين: وهو أول فصل للموهوبين للمرحلة الثانوية بمدرسة حكومية على مستوى الإدارة العامة للتعليم بالمنطقة الشرقية.[4]
- معملي حاسب آلي.
- صالتين رياضيتين داخلية وخارجية.
- مكتبة وغرفة مصادر التعلم.
- منصة إذاعة مدرسية.

ومن المبادرات والمشاريع المدرسية الإضافية:
- فاب لاب (بالإنجليزية: Fab lab)‏: افتُتح في أبريل 2019م، يشمل أدوات قطع بالليزر وقطع تحكم وحساسات آردوينو.
- صالة الجواد: صالة رياضية (بالإنجليزية: GYM) مُجهَّزة بأحدث الأجهزة. افتتحت في نوفمبر، 2019م.
- ركن المعرفة: ركن لطباعة الأبحاث، جمع الكتب والقرطاسيات الفائية؛ هدفه خدمة الطلاب. افتتح في نوفمبر، 2019م.
- ديوان الحكمة: ديوانية ومجلس نقاش مفتوح. افتتح في ديسمبر، 2018م.
- المدرسة الخضراء: مبادرة أطلقتها المدرسة في أكتوبر، 2018م لنشر النباتات الداخلية في أروقة المدرسة.

## الجوائز والتكريمات
تكرّمت المدرسة على مدى ثلاث سنوات لتصدّرها المراكز الأولى في الاختبارات الوطنية، علاوةً على حصولها على درع التميز من وزير التربية والتعليم خالد الفيصل.
| الجائزة                  | السنة الدّراسيَّة هـ (م) | مرجع  |
| ------------------------ | --------------------- | ----- |
| جائزة قياس للتميز العلمي | 1437/1438هـ           | [ 6 ] |

### المراكز في الاختبارات الوطنية
الجدول أدناه يُبيّن قائمة المراكز التي تصدّرتها المدرسة على مستوى مدارس المملكة الحكوميَّة والأهلية:
| المركز في القدرات | المركز في التحصيلي | السنة الدّراسيَّة (هـ) | مرجع        |
| ----------------- | ------------------ | ------------------- | ----------- |
| الرابع            | الأول              | 1431/1432هـ         |             |
| الثالث            | الثاني             | 1433هـ              |             |
| الثالث            | الأول              | 1433/1435هـ         | [ 6 ]       |
| الثامن            | السادس             | 1437/1438هـ         | [ 2 ] [ 7 ] |

## الأعمال

### أفلام
| اسم    | الكوكبة | تاريخ        |
| ------ | ------- | ------------ |
| غروب   | 22      | مايو، 2019م  |
| كَلْم    | 21      | أبريل، 2018م |
| تيهٌ    | 20      | يونيو، 2017م |
| القبضة | 20      | يونيو، 2017م |
| ركام   | 19      | أبريل، 2016م |
| شظايا  | 17      | مايو، 2014م  |

### أوبريتات
| اسم                  | الكوكبة | تاريخ        |
| -------------------- | ------- | ------------ |
| صبابة                | 23      | أغسطس، 2020م |
| وقوف أخير            | 22      | مايو، 2019م  |
| في حضرة أبي نواس     | 21      | أبريل، 2019م |
| ليلة على ضفاف شهرزاد | 20      | يونيو، 2019م |
| آمنت بالحب           | 19      | أبريل، 2016م |
| سِفرُ العاشقين         | 18      | مايو، 2015م  |
| أحرمتُ نحوكِ           | 17      | مايو، 2014م  |
| منكِ إليكِ             | 16      | مايو، 2013م  |

### تقارير
| اسم                                       | الكوكبة | تاريخ       |
| ----------------------------------------- | ------- | ----------- |
| حفل تخرج الكوكبة 22                       | 22      | مايو، 2019م |
| زوايا الحكمة                              | 22      | مايو، 2019م |
| الفيلم الوثائقي، الكوكبة الثانية والعشرون | 22      | مايو، 2019م |
| الفيلم الوثائقي، الكوكبة الحادية والعشرون | 21      | مايو، 2018م |
| التقرير المدرسي للكوكبة السابعة عشر       | 17      | مايو، 2014م |
| الفيلم الوثائقي لطلاب الكوكبة 16          | 16      | مايو، 2013م |

### مشاريع
- مشروع المدرسة الخضراء.

## المُنتسبون

### المُعلمون[8]

#### الرياضيات
- حسن بن محمد آل غزوي
- حسن الضو
- نذير الغانم
- عبدالمعطي المختار

#### الفيزياء
- محمد عبد رب النبي الحوار
- جاسم محمد الصايغ
- علي العرفات
- عبد القادر المطاوعة

#### الأحياء
- عمار أحمد العوى
- عيسى علي الضامن
- قيس بن عيسى آل مهنا
- نجيب بن علوي آل درويش

#### الكيمياء
- جعفر بن علي الربح
- محمد حسن آل قصقوص
- مضر بن عبدالكريم آل الشيخ
- جميل الشرفا

#### اللغة العربية
- نضال آل رمضان
- محمد صالح آل عدام
- حسن العمران
- حسين العتوق
- محمد بن عبدالجليل الجنبي
- علي القيصوم

#### الحاسب الآلي
- محمد المبشر
- حسين بن علي الخميس
- عبد المحسن آل عبيّد

### الدراسات الإسلامية
- صالح السليم
- زياد الجاسر
- محمد المديهش

### اللغة الانجليزية
- ادخار عبدالوهاب
- عبدالله ابو شاهين
- أيمن المغاسلة
- فوزي البناي

### التربية البدنية
- شوقي الصفار
- عبدالمحسن ابوعلي
- باسم ال حميد

### الإداريُّون[8]
- إبراهيم محفوظ: وكيل الصف الثاني والثالث
- عبد المعطي آل ضيف: وكيل الصف الأول
- حسين آل شيف: مرشد الصف الأول
- محمد عبد الله الفريد: مرشد الصف الثالث
- أسامة الغانم: مرشد الصف الثاني
- رائد السنان: رائد النشاط
- عبد الله آل زمزم: مساعد اداري

### المُدراء[2]
1. علي محمد سعيد الخنيزي (1996م - 2008م)
2. عبد الله آل عبد المحسن (2008م - 2011م)
3. فتحي باقر الخنيزي (2011م - 2013م)
4. عصام عبد الله الشماسي (2013م - 2021)
5. أحمد آل غريب (2022 - الآن)

## الدُّفعات

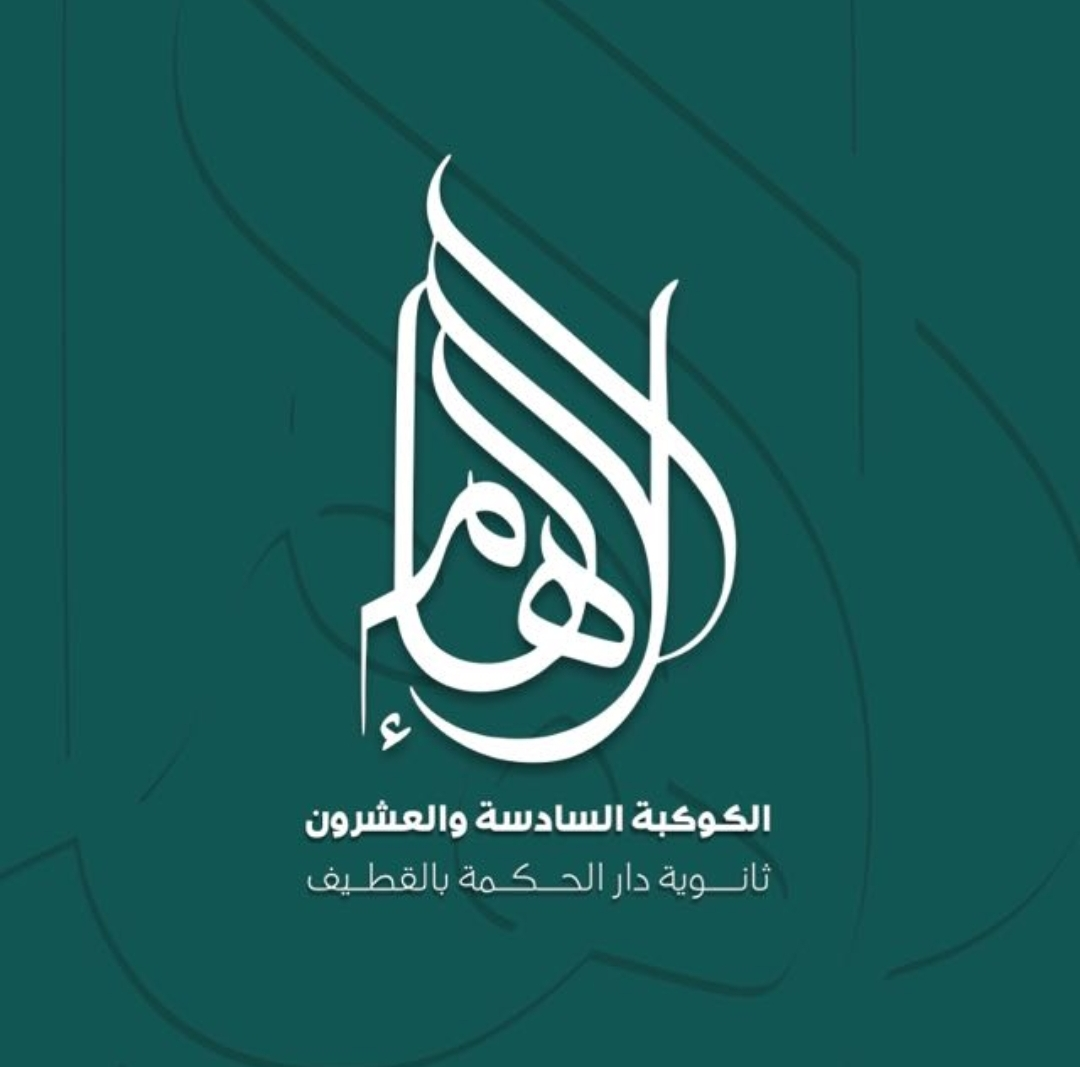

## وصلات خارجية
- موقع المدرسة الإلكتروني.
- بوابة القطيف التعليمية للبنين.